# Daniel Parello
Daniel Parello (* 17. Februar 1966 in Altötting) ist ein deutscher Kunsthistoriker.

## Leben
Von 1986 bis 1993 studierte Daniel Parello Kunstgeschichte, Klassische Archäologie und Philosophie an den Universitäten in Regensburg, Wien und Freiburg im Breisgau. 1994 bis 1996 war er wissenschaftlicher Mitarbeiter im Augustinermuseum. 1999 erfolgte die Promotion bei Wilhelm Schlink in Freiburg zu Glasmalerei des 19. Jahrhunderts. Im selben Jahr trat er als wissenschaftlicher Mitarbeiter an der Freiburger Arbeitsstelle des Corpus Vitrearum Medii Aevi an. Seit 2022 ist er dort Projektleiter.
Parello forscht und publiziert intensiv zu Glasmalerei des Mittelalters und des 19. Jahrhunderts.

## Veröffentlichungen (Auswahl)
- Von Helmle bis Geiges. Ein Jahrhundert historistischer Glasmalerei in Freiburg (= Veröffentlichungen aus dem Archiv der Stadt Freiburg im Breisgau. Band 31). Freiburg im Breisgau 2000.
- Neue Lösungen zur Bildprogrammatik zisterziensischer Prachtfenster im 14. Jahrhundert. In: Hartmut Scholz, Daniel Hess, Ivo Rauch (Hrsg.): Glas. Malerei. Forschung. Internationale Studien zu Ehren von Rüdiger Becksmann. Berlin 2004, S. 165–180.
- mit Uwe Gast, Hartmut Scholz: Der Altenberger Dom (= Meisterwerke der Glasmalerei. Band 2). Schnell & Steiner, Regensburg 2008.
- Die mittelalterlichen Glasmalereien in Marburg und Nordhessen (= Corpus Vitrearum Medii Aevi Deutschland. Band 3.3). Berlin 2008.
- Die Elisabethkirche in Marburg (= Meisterwerke der Glasmalerei. Band 4). Schnell & Steiner, Regensburg 2009.
- Heiligenverehrung, Ordensliturgie und Sepulkralkultur. Funktionsbereiche der Marburger Elisabethkirche im Kontext ihrer rekonstruierten Farbverglasung. In: Zeitschrift des Deutschen Vereins für Kunstwissenschaft 63 (2010), S. 46–64.
- Die Glasmalereien der Zisterzienserabteikirchen von Haina und Altenberg. Konzeption, Entwicklung und baugeschichtliche Relevanz. In: Altenberger Dom-Verein e.V. in Zusammenarbeit mit Norbert Nußbaum (Hrsg.): 1259. Altenberg und die Baukultur im 13. Jahrhundert (= Veröffentlichungen des Altenberger Dom-Vereins. Band 10). Regensburg 2010, S. 357–376.
- Kunstströmungen am Rhein zur Zeit des Interregnums. Überlegungen zur Genese des sogenannten mittelrheinischen Zackenstils. In: Anton Neugebauer, Klaus Kremb, Jürgen Keddigkeit (Hrsg.): Richard von Cornwall. Römisch-deutsches Kaisertum in nachstaufischer Zeit (= Beiträge zur pfälzischen Geschichte. Band 25). Kaiserslautern 2010, S. 247–266.
- Die Glasmalereien für die Freiburger Kartause und ihre Stifter. Künstlerische Innovation unter Gregor Reisch, Hans Baldung und Hans Gitschmann. In: Heinz Krieg u. a. (Hrsg.): Die Kartause St. Johannisberg in Freiburg im Breisgau. Historische und baugeschichtliche Untersuchungen (= Veröffentlichungen aus dem Archiv der Stadt Freiburg. Band 41). Freiburg im Breisgau 2014, S. 75–96.
- Die mittelalterlichen Glasmalereien in Regensburg und der Oberpfalz (ohne Regensburger Dom) (= Corpus Vitrearum Medii Aevi Deutschland. Band 13.2). Berlin 2015.
- mit Hartmut Scholz: Der Eichstätter Dom (= Meisterwerke der Glasmalerei. Band 7). Schnell & Steiner, Regensburg 2017.
- Concordia ou Altercatio? Les deux Roses de l’ancienne et de la nouvelle Alliance dans leur Rapport au Décor du Transept méridional de la Cathédrale de Strasbourg. In: Bulletin de la Cathédrale de Strasbourg 33 (2018), S. 33–45.
- Zu einigen Zeichnungen aus dem Umkreis Hans Holbeins d. Ä. im Basler Kupferstichkabinett. Hypothesen zum Verhältnis von Malerei und Glasmalerei im spätmittelalterlichen Augsburg. In: Zeitschrift für Schweizerische Archäologie und Kunstgeschichte 76 (2019), S. 5–22.
- Die Glasmalereien des Klosters Heiligkreuztal im Kontext von Liturgie, Memorialpraxis und monastischer Selbstdarstellung. In: Staatliche Schlösser und Gärten Baden-Württemberg (Hrsg.): Geistliche Frauen im Mittelalter. Kloster Heiligkreuztal. Oppenheim am Rhein 2020, S. 145–163.
- Die mittelalterlichen Glasmalereien in Augsburg und Bayerisch Schwaben (= Corpus Vitrearum Medii Aevi Deutschland. Band 12). Berlin 2022.